# Джованни д’Арагона Тальявия (герцог ди Терранова)
Джованни д'Арагона Тальявия (итал. Giovanni d'Aragona Tagliavia; ок. 1585 — 18 января 1624), 3-й герцог ди Терранова, 3-й князь ди Кастельветрано — государственный деятель Испанской империи.
Сын Карло II д'Арагона Тальявия, 2-го герцога ди Терранова, 2-го князя ди Кастельветрано, и Джованны Пиньятелли.
Адмирал и великий коннетабль Сицилии, гранд Испании.
В 1609 году пожалован Филиппом III в рыцари ордена Золотого руна. Орденская цепь была ему передана 15 августа 1609 в Палермо вице-королём Сицилии герцогом де Эскалоной при участии гербового короля ордена Хуана де Херварта. Позднее герцог ди Терранова был членом совета Филиппа III.

## Семья
1-я жена (8.02.1607): Дзенобия Гонзага (1588—1618), дочь Ферранте II Гонзага, графа Гуасталлы, и Виттории Дориа
2-я жена (18.03.1622, королевский дворец в Мадриде): Хуана де Мендоса, придворная дама королевы Маргариты, дочь Луиса де ла Куэвы Бенавидеса, 2-го сеньора де Бедмар, губернатора и генерал-капитана Канарских островов, и Эльвиры Каррильо де Мендосы
Во втором браке была дочь, умершая вскоре после рождения; титулы и владения дома перешли к младшему брату Джованни Диего д'Арагона Тальявия.